# Logizowanie
Logizowanie – postawa językowa charakteryzująca się dążeniem do uzgodnienia zjawisk językowych z powszechnie przyjętą logiką (nie chodzi tu jednak o logikę naukową, ale o tzw. logikę potoczną).
Przedstawiciele tej postawy dążą więc do zróżnicowania znaczeń wyrazów, takich jak „dziecinny” i „dziecięcy”, „wieczorny” i „wieczorowy”. Uznają też za nielogiczne, a więc błędne, takie formy jak „bardziej sprawiedliwy” (według nich można być tylko sprawiedliwym lub niesprawiedliwym) czy „bardziej łysy”, „bielszy”, „pełniejszy” (te przymiotniki nie podlegają według nich stopniowaniu). Za nielogiczne uważają formy wyjątkowe, np. reliktowe „w ręku” zamiast „w ręce”. Są również bardzo niechętni wobec upowszechnionych pleonazmów, takich jak: „zaspa śnieżna”, „młoda dziewczyna”, „mały piesek”. Dążą również do utrzymania pozornej logiki w zakresie słowotwórstwa, uznając za niewłaściwe takie wyrażenia jak np. „odchudzać się” (według nich powinno być „odtłuszczać się” lub „odgrubiać się”; przeczy to jednak wzorcom słowotwórczym polszczyzny) czy „nocnik” (gdyż tego naczynia można używać także w dzień).
W zakresie gramatyki uznają za błędne mówienie „będę spał”, ponieważ czasownik „spać” jest w nim zastosowany w czasie przeszłym, a czasownik „być” w przyszłym; osoby logizujące uznają to za mieszanie dwóch czasów.
Natomiast w dziedzinie frazeologii dokonują modyfikacji związków wyrazowych, tak aby spełniały one przyjęte przez nich zasady logiczności (tak więc np. zamiast tradycyjnego Mądrej głowie dość dwie słowie używają „logiczniejszego”, bardziej „racjonalnego” Mądrej głowie dość po słowie).
Odwoływanie się do logiki w kontekście zjawisk językowych uchodzi za nieugruntowane naukowo. Czasem sądy logizujące polegają na uogólnianiu wniosków z pozornych (mylnie stwierdzonych) analogii językowych.